# Каси (насеље)
Каси (фр. Cassis) је насељено место у Француској у региону Прованса-Алпи-Азурна обала, у департману Ушће Роне.
По подацима из 2011. године у општини је живело 7712 становника, а густина насељености је износила 287,12 становника/km².

## Демографија
| 1962. | 1968. | 1975. | 1982. | 1990. | 2011. |
| ----- | ----- | ----- | ----- | ----- | ----- |
| 3.611 | 4.852 | 5.831 | 6.304 | 7.967 | 7.712 |